# Bandera de Quito
La bandera de Quito constituye uno de los tres símbolos cívicos de la ciudad y del cantón Quito. Está conformada por un rectángulo horizontal que se divide en tres franjas verticales de igual anchura, de los cuales el interior cuatro son el rojo pantone 185c y los dos exteriores son de color azul réflex pantoné 281c. El artículo 1 de la Ordenanza Metropolitana que reglamenta a este símbolo recomienda que las banderas sean de 2.40 metros por 1,60 metros, lo que hace una proporción de 3 por 2. En el centro va el escudo de la ciudad, que consiste en un castillo de plata fortificado por tres torres, como símbolo de fortaleza, nobleza y lealtad de la ciudad. Al extremo superior del asta cuelga el cordón dorado de San Francisco.
Esta bandera se define el 17 de mayo de 1944 en el Concejo Municipal, y después se lo confirmaría en el artículo 1 de la ley municipal conocido como Ordenanza Municipal N° 1634, aprobada en 1974, cuando Sixto Durán Ballén, fue alcalde de Quito.

## Bandera precedente

Bandera de la Primera Junta de Gobierno Autónoma de Quito

Los patriotas del 10 de agosto de 1809 adoptaron como bandera un pendón rojo con un aspa blanca, para indicar su oposición a España, cuya bandera militar era blanca con el aspa roja de San Andrés o aspa de Borgoña. 
El emblema fue utilizado por los patriotas quiteños que resistieron el contraataque español en 1812 y fue capturada por las tropas realistas de Toribio Montes y Sámano en la Batalla de Ibarra de diciembre de aquel año. Durante buena parte del siglo XX, por un error en la transcripción del parte de la Batalla de Ibarra, se pensó que el pabellón quiteño había sido totalmente rojo, sostenido en un "asta" blanca. Con ocasión de las celebraciones del Bicentenario del diez de agosto, se usó la bandera correctamente representada y se aclaró masivamente el error.